# Lena Baker
Lena Baker   (Cuthbert, 8 de juny de 1901 - Reidsville, 5 de març de 1945) va ser una criada afroamericana de la població estatunidenca de Cuthbert (Geòrgia)), que va ser condemnada per assassinat capital d'un home blanc, Ernest Knight. Va ser executada per l'estat de Geòrgia el 1945. Baker va ser l'única dona a Geòrgia executada per electrocució.
L'assassinat i l'execució es van produir durant un període de dècades de supressió estatal dels drets civils dels ciutadans negres a Geòrgia, dominada pels blancs. L'estat havia desautoritzat els negres des de principis de segle i els va imposar la segregació racial legal i l'estatus de segona classe. Durant el judici, un diari local va informar que Baker era retinguda per Knight com a "dona esclava" i que el va disparar en defensa pròpia durant una lluita.
El 2005, seixanta anys després de la seva execució, l'estat de Geòrgia va concedir a Baker un indult total i incondicional. Es va publicar una biografia sobre Baker el 2001 i es va adaptar per al llargmetratge The Lena Baker Story (2008), que explica els esdeveniments de la seva vida, judici i execució.